# コジャック・ヴァラエティ
『コジャック・ヴァラエティ』(Kojak Variety)は、1995年に発表されたエルヴィス・コステロのアルバム。

## 解説
全曲がカバー曲で構成されたアルバムで、1990年にバルバドスで録音され、1995年にオリジナル盤がリリースされた。録音からリリースまでに時間があるのは、もともとコステロ自身がすぐに出そうとは考えていなかったことと、コステロ自身の多忙が理由であるとのこと。
このアルバムの曲は「キング・オブ・アメリカ」以降のバンドメンバーとのお別れの意味で録音された。その後、コステロはアトラクションズを復活させようとしたものの諸事情により断念し、再び似たようなメンバーで「マイティ・ライク・ア・ローズ」を録音することになる。
オリジナルアルバムに含まれた曲はあまり有名でないものを選んだとのこと。
アルバムタイトルはバルバドスにある録音スタジオに向かう途中にあった食料品店の名前から取られた。アルバムジャケットは古い粉石けんのようなものをイメージしたとのこと。
1995年のオリジナル盤リリース時のライナーノーツには、本アルバムは「コジャック・バラエティ - ヴォリューム・ワン」であるとし、次のミレニアムの頃(2000年頃)に「ヴォリューム・ツー」を録音したいと書かれていたが、2010年現在、「ヴォリューム・ツー」はリリースされていない。

## 収録曲
1. ストレンジ - Strange
2. ヒドゥン・チャームス - Hidden Charms
3. リムーヴ・ディス・ダウト - Remove This Doubt
4. アイ・スルー・イット・オール・アウェイ - I Threw It All Away
5. リーヴ・マイ・キトゥン・アローン - Leave My Kitten Alone
6. エヴリバディズ・クライング・マーシー - Everybody's Crying Mercy
7. アイヴ・ビーン・ロング・ビフォー - I've Been Wrong Before
8. バマ・ラマ・バマ・ルー - Bama Lama Bama Loo
9. マスト・ユー・スロー・ダート・イン・マイ・フェイス - Must You Throw Dirt in My Face?
10. プアリング・ウォーター・オン・ア・ドロウニング・マン - Pouring Water on a Drowning Man
11. 君を想いて - The Very Thought of You
12. ペイデイ - Payday
13. プリーズ・ステイ - Please Stay
14. ランニング・アウト・オブ・フールズ - Running Out of Fools
15. デイズ - Days

### Bonus disc (2004 Rhino)
1. Ship of Fools
2. My Resistance Is Low
3. Innocent When You Dream
4. I'm Coming Home
5. The Dark End of the Street
6. Congratulations
7. You're Gonna Make Me Lonesome When You Go
8. Pouring Water on a Drowning Man (Alternate version)
9. Still Feeling Blue
10. Brilliant Disguise
11. How Long Has This Been Going On
12. Sleepless Nights
13. Step Inside Love
14. You've Got to Hide Your Love Away
15. Sally Sue Brown
16. Sticks and Stones
17. That's How You Got Killed Before
18. The Night Before Larry Was Stretched
19. But Not for Me
20. Full Force Gale

## プレイヤー
- Elvis Costello – harmonica, vocals
- James Burton – Steel-string guitar, electric guitar, rhythm guitar
- Jim Keltner – drums
- Larry Knechtel – piano Hammond organ, electric piano
- Marc Ribot – banjo, electric guitar, rhythm guitar, horn, classical guitar
- Jerry Scheff – bass
- Pete Thomas – drums